# Nicolas Beer
Nicolas Beer (5 april 1996) is een Deens autocoureur.

## Carrière
Beer begon zijn autosportcarrière in het karting in 2004 in de Cadet-klasse. Hij bleef tot 2011 actief in het karting en won kampioenschappen als de DASU Ungdoms Cup, de Viking Trophy en de Deense Super Kart.
In 2012 stapte Beer over naar het formuleracing en nam deel aan enkele races in de Deense Formule Ford. Hij won twee races, maar omdat hij in slechts 7 van de 21 races deelnam, eindigde hij als twaalfde in het kampioenschap. Hiernaast nam hij dat jaar deel aan de tweede helft van het ADAC Formel Masters-seizoen, waarin hij voor het team HS Engineering uitkwam. Hij wist zesmaal in de top 10 te finishen en eindigde als zestiende in het kampioenschap met 13 punten. Ook won hij op het Autodrom Most twee races in de Oostenrijkse Formule 1600.
In 2013 nam Beer deel aan het volledige seizoen van de ADAC Formel Masters, maar stapte over naar het team Neuhauser Racing. Op de Nürburgring won hij zijn eerste race in het kampioenschap en voegde hier in de laatste race van het seizoen op de Hockenheimring een tweede overwinning aan toe. Uiteindelijk eindigde hij met zes andere podiumplaatsen achter Alessio Picariello, Maximilian Günther en Jason Kremer als vierde in het kampioenschap met 217 punten.
In 2014 stapte Beer over naar het BRDC Formule 4-kampioenschap, waarin hij voor het team Sean Walkinshaw Racing ging rijden. Tijdens het eerste raceweekend op Silverstone behaalde hij met een tweede plaats achter George Russell zijn eerste podiumplaats in het kampioenschap, maar na het vierde raceweekend op Oulton Park verliet hij het kampioenschap, waarin hij met 87 punten als twintigste eindigde. Aan het eind van het seizoen maakte hij wel zijn Formule 3-debuut in het Duitse Formule 3-kampioenschap als gastrijder voor het team EuroInternational tijdens het laatste raceweekend op de Hockenheimring.
In 2015 zou Beer deelnemen aan het volledige seizoen van de Duitse Formule 3 voor EuroInternational, maar het kampioenschap werd stopgezet. In plaats daarvan maakt hij zijn debuut in het Europees Formule 3-kampioenschap voor het team.